# NGC 162
NGC 162 – gwiazda znajdująca się w gwiazdozbiorze Andromedy, widoczna na niebie w pobliżu galaktyki NGC 160. Jej jasność to 14,8m.
Zaobserwował ją Herman Schultz 5 września 1867 roku, lecz błędnie skatalogował ją jako obiekt typu mgławicowego. John Dreyer skatalogował obserwację Schultza jako NGC 162. Jednak, jak się później okazało, wcześniej obserwowali tę gwiazdę Heinrich Louis d’Arrest 22 sierpnia 1862 oraz Lawrence Parsons 16 października 1866 roku. Część źródeł (np. baza SIMBAD) błędnie identyfikuje obiekt NGC 162 jako galaktykę PGC 2148.